# The Mix
The Mix (с англ. — «Микс») — альбом немецкой электронной группы Kraftwerk, вышедший в 1991 году, и представляющий собой заново записанные и переаранжированные песни с предыдущих альбомов (начиная с «Autobahn»).

## Об альбоме
Вместо выпуска «сборника лучшего» группа решила переписать песни в новых аранжировках с применением современных цифровых технологий и перевести свои плёнки в цифровой формат. Ральф Хюттер считает «The Mix» своего рода «живым альбомом», так как он записан методом импровизации на подготовленных партиях в памяти компьютера, в точности как на концертах группы. Карл Бартос, принимавший участие в записи альбома, отыграл с группой четыре концерта в 1990 году в Италии. Вольфганга Флюра на сцене сменил Фриц Хильперт, звукоинженер группы, непосредственно занимавшийся оцифровкой звукового архива. К моменту выхода «The Mix» Бартос покинул группу.

## Обложка
На обложке альбома изображён робот-модель, который был использован в видеоклипе группы «Die Roboter» того же года.

## Список композиций

### Немецкая версия
1. «Die Roboter» — 8:56
2. «Computerliebe» — 6:35
3. «Taschenrechner» — 4:32
4. «Dentaku» — 3:27
5. «Autobahn» — 9:27
6. «Radioaktivität» — 6:53
7. «Trans-Europa Express» — 3:20
8. «Abzug» — 2:18
9. «Metall auf Metall» — 4:58
10. «Heimcomputer» — 8:02
11. «Musik Non-Stop» — 6:38

### Английская версия
1. «The Robots» — 8:56
2. «Computer Love» — 6:35
3. «Pocket Calculator» — 4:32
4. «Dentaku» — 3:27
5. «Autobahn» — 9:27
6. «Radioactivity» — 6:53
7. «Trans Europe Express» — 3:20
8. «Abzug» — 2:18
9. «Metal on Metal» — 4:58
10. «Home Computer» — 8:02
11. «Music Non Stop» — 6:38

## Альбомные синглы
- The Robots (1991)
- Die Roboter (1991)